# Вильконт
Вилько́нт (фр. Villecomte) — коммуна во Франции, находится в регионе Бургундия. Департамент коммуны — Кот-д’Ор. Входит в состав кантона И-сюр-Тий. Округ коммуны — Дижон.
Код INSEE коммуны — 21692.

## Население
Население коммуны на 2010 год составляло 267 человек.
| 1962 | 1968 | 1975 | 1982 | 1990 | 1999 | 2010 |
| ---- | ---- | ---- | ---- | ---- | ---- | ---- |
| 146  | 162  | 168  | 191  | 191  | 188  | 267  |

## Экономика
В 2010 году среди 157 человек трудоспособного возраста (15—64 лет) 132 были экономически активными, 25 — неактивными (показатель активности — 84,1 %, в 1999 году было 72,7 %). Из 132 активных жителей работали 130 человек (71 мужчина и 59 женщин), безработных было 2 (1 мужчина и 1 женщина). Среди 25 неактивных 10 человек были учениками или студентами, 8 — пенсионерами, 7 были неактивными по другим причинам.